# Jacques Sojcher
Jacques Sojcher, né le 8 septembre 1939 à Etterbeek (Belgique), est un poète, philosophe, essayiste, auteur de théâtre belge francophone.

## Biographie
Né en Belgique d'un père slovaque (déporté et assassiné à Auschwitz en 1944) et d'une mère polonaise, enfant caché chez son oncle et sa tante pendant la Seconde Guerre mondiale, Jacques Sojcher est scolarisé à l'Athénée Léon-Lepage dont il est exclu « pour mauvaise conduite » puis à l'Athénée royal de Bruxelles. Il entre ensuite à l’Université libre de Bruxelles, où il suit une formation en langues romanes et philosophie. Il obtient une licence en philosophie et présente un mémoire de fin d’études sur Samuel Beckett et la nomination de l’innommable.
En 1963, il est engagé à l'Athénée royal d'Enghien et enseigne le français et la morale laïque dans les classes terminales. En 1968, il est nommé assistant de Jean Paumen à l’Université libre de Bruxelles, puis chargé de conférences en 1969. Il obtient un doctorat en philosophie, en soutenant une thèse sur l’oubli chez Pascal, et devient professeur de philosophie jusqu'à sa retraite en 2004.
Profondément humaniste, il soutient la cause de la paix au Moyen-Orient ou en Ukraine, et signe des tribunes à plusieurs reprises dans Le Soir (16 mai 2003, 20 novembre 2003, 5 juillet 2004, etc.). 
En 2009, il préside le conseil d'administration du Théâtre-Poème jusqu'à sa disparition en 2021.

## Œuvre
Jacques Sojcher est un penseur vitaliste qui s'inscrit dans le sillage de Spinoza, de Nietzsche et de Deleuze. Il rencontre Emmanuel Lévinas et en est très influencé. Il est aussi marqué par Ilya Prigogine et sa manière innovante de penser la recherche scientifique. En littérature, il est influencé par Samuel Beckett et par Edmond Jabès, de qui il reste proche jusqu'à la mort de ce dernier. En poésie, il parcourt et relit les œuvres de Rimbaud quotidiennement.
Il écrit une trentaine de livres : essais sur Nietzsche et sur la démarche poétique, ouvrages sur des peintres et sur l'esthétique, livres entre récit et poésie où il cultive l'autodérision (Le Professeur de philosophie). Il interroge inlassablement le rôle de professeur, l'enseignement conformiste, et le droit au rire, à la légèreté et au bonheur dans la pratique enseignante. La figure du père absent domine (le sien est mort dans un camp d'extermination), ainsi que la présence féminine. Il écrit aussi depuis les années 2000 des pièces de théâtre.
En 1980, il coordonne un ouvrage collectif, La Belgique malgré tout. Devant l’hypothèse de la disparition d'une Belgique unie au profit d'un pays fédéral, une soixantaine d’artistes y expriment leur façon de se percevoir « belges » et leur attachement à un pays à l’identité incertaine. L'ouvrage rencontre un écho politique fort et devient l'emblème d’un état d’esprit littéraire et intellectuel auquel on a attribué le nom de “belgitude”. Vingt ans plus tard, Jacques Sojcher coordonne avec Antoine Pickels un nouvel ouvrage dans la même veine, La Belgique toujours grande et belle (1998), regroupant 17 personnalités des lettres.
Jacques Sojcher dirige de nombreuses revues savantes ou littéraires : la revue Schisme(s) à l'Athénée royal d'Enghien, la Revue de l'Université (1969-1990) à l’Université libre de Bruxelles, la revue Ah! (2005-…).
Amateur de jeu dramatique, il joue sur scène son propre rôle (Petite gloire locale) et participe à des films : Babel opéra, ou la répétition de Don Juan de Wolfgang Amadeus Mozart (1985), d'André Delvaux ; Exercices de disparition (2011), de Claudio Pazienza ; Hitler à Hollywood (2011) et Je veux être actrice (2016), de Frédéric Sojcher.

## Distinctions
- 2019 : Prix Félix-Denayer, Académie royale de langue et de littérature françaises de Belgique[2]
- 2015 : Prix Maurice-Carême, Fondation Maurice-Carême et Province du Brabant Wallon[3]

### Sur l’auteur
- Françoise Moulin, Jacques Sojcher, ni la mémoire ni l'oubli, éditions Labor, coll. « Archives du futur », 1991